# Sklolaminát

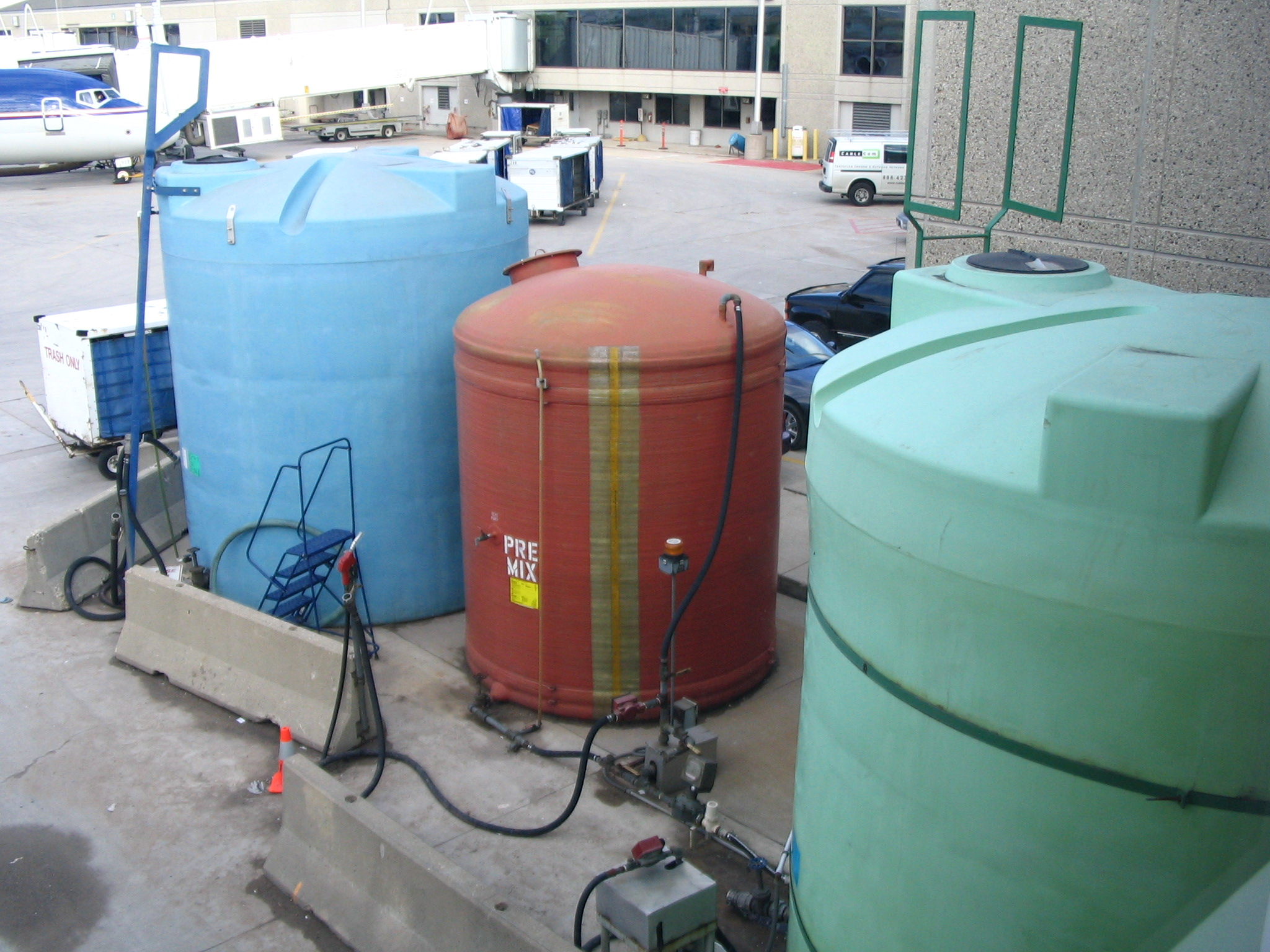
Sklolaminátové nádrže na letišti v Milwaukee

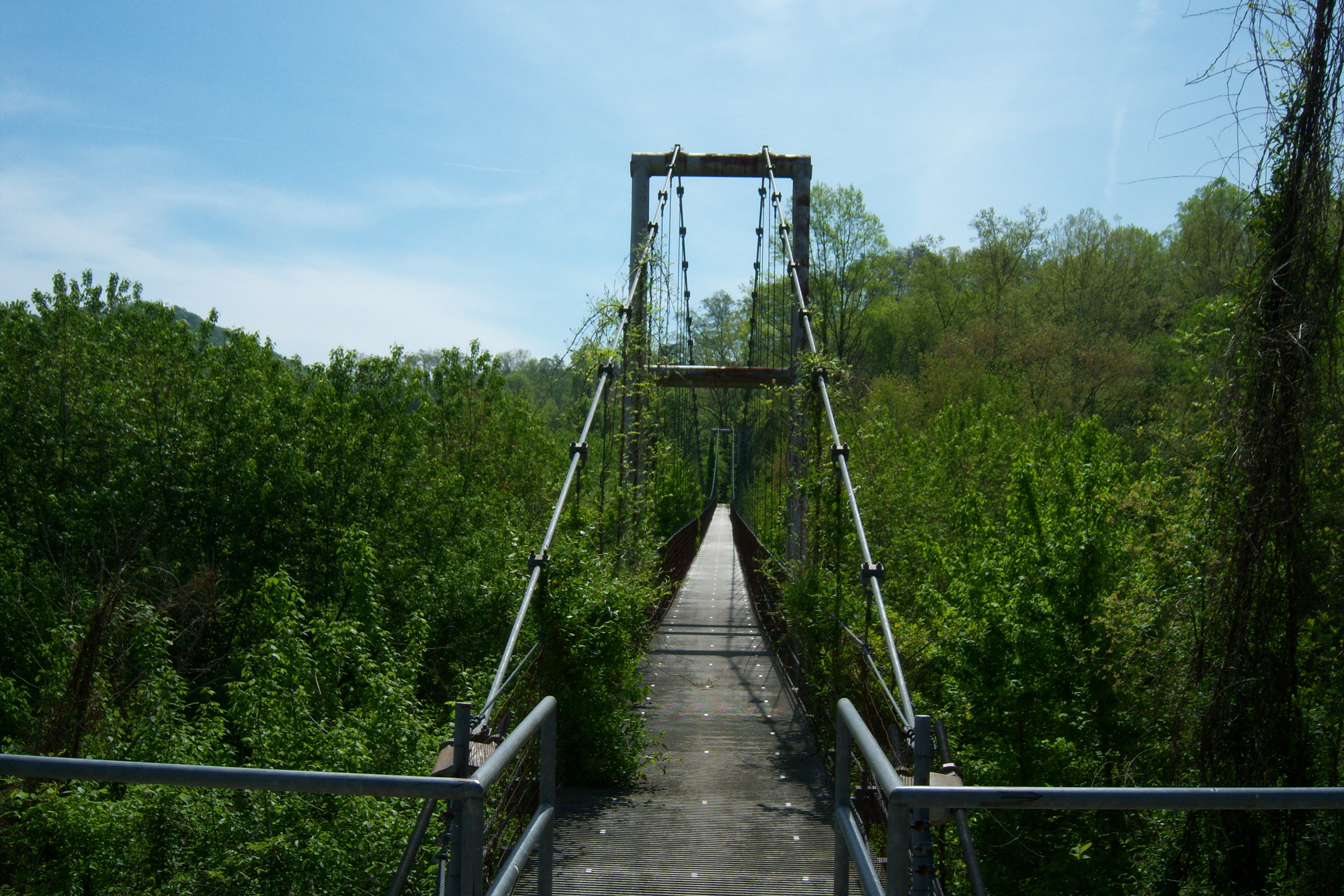
Most s mostovkou ze sklolaminátu (Kentucky)

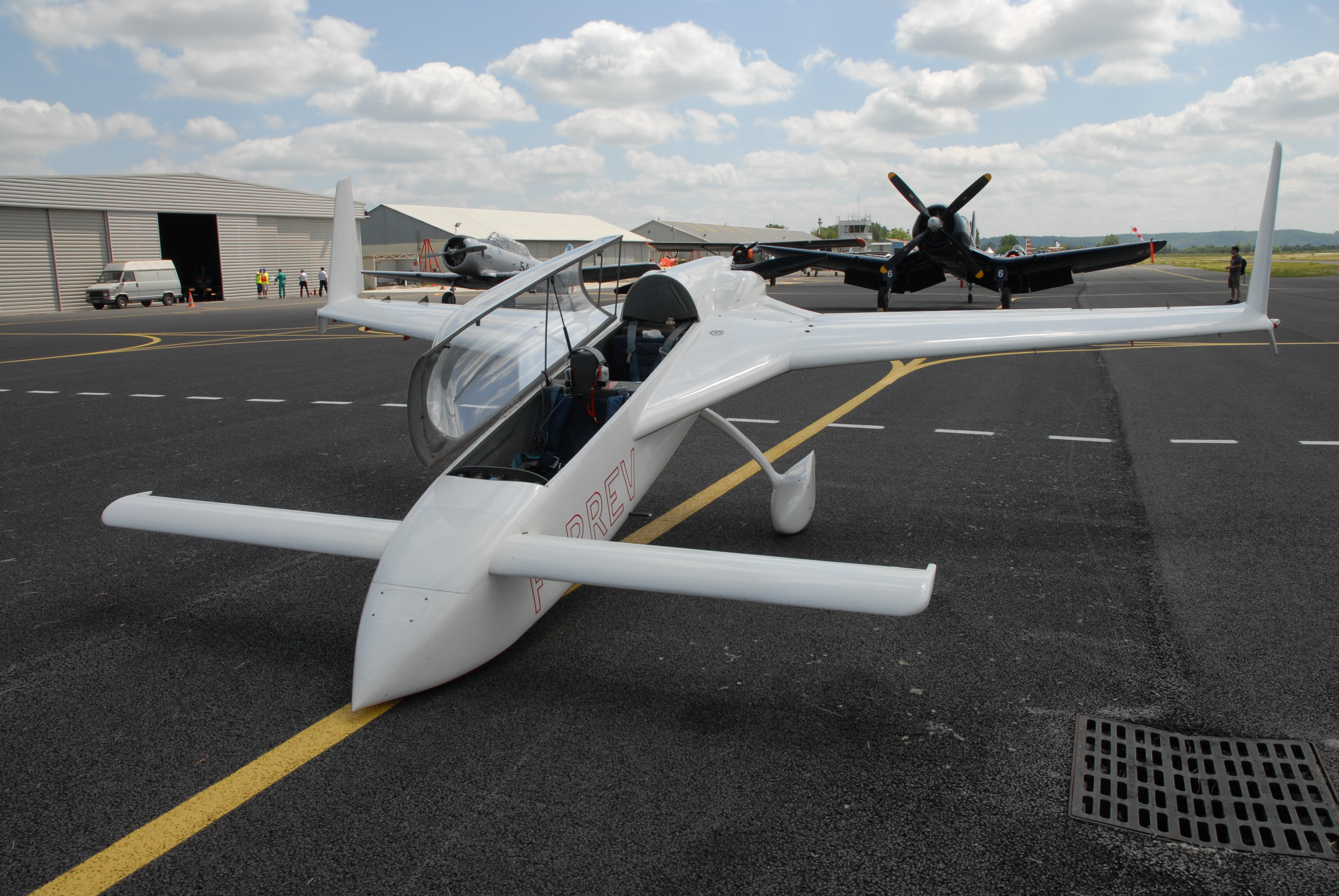
Amatérské letadlo ze sklolaminátu (Toulouse)

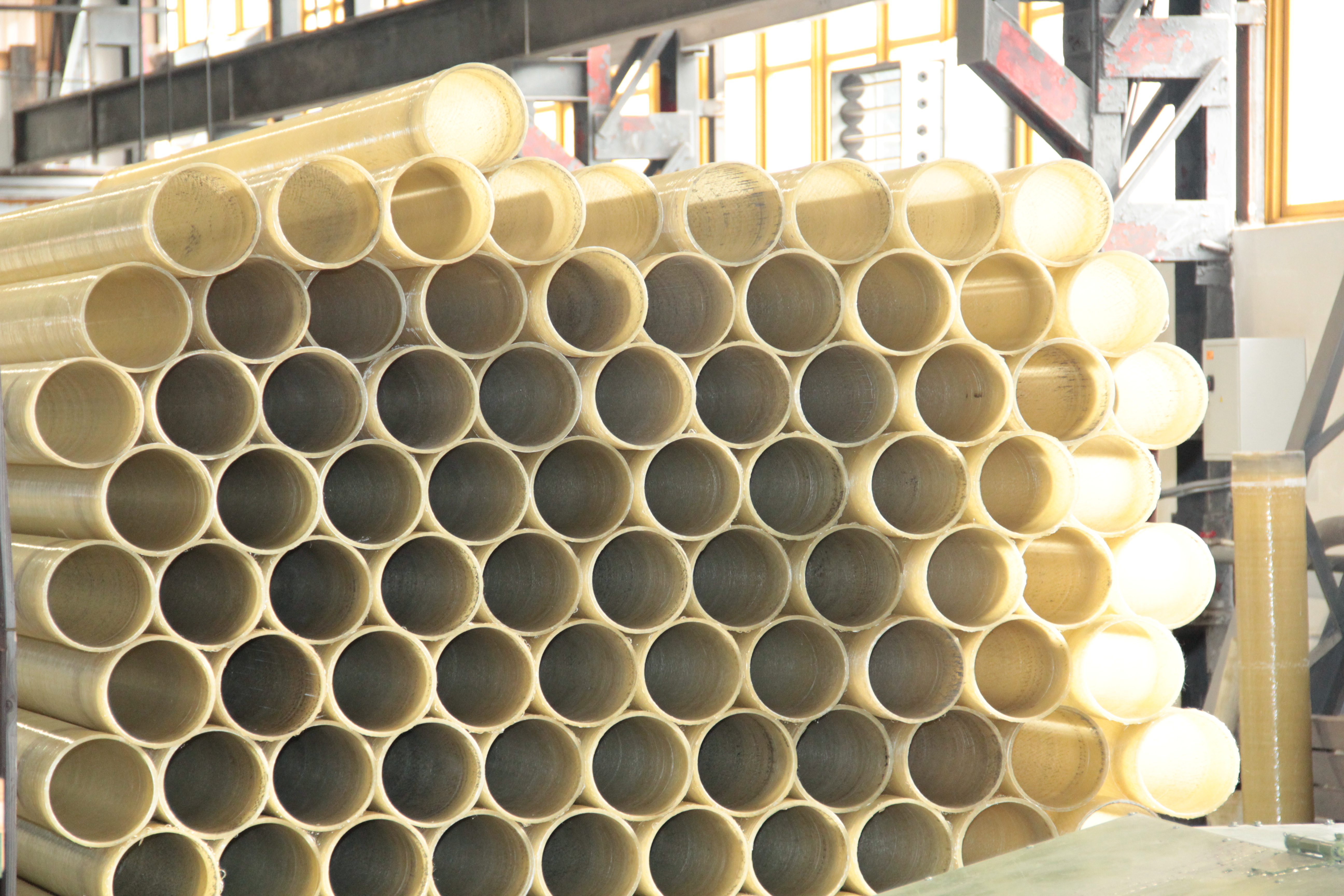
Sklolaminátové trubky

Sklolaminát je kompozitní materiál, tvořený skleněnými vlákny (tkaninou) a vytvrzenou umělou pryskyřicí (polymerem). Vyznačuje se velkou pevností, odolností vůči chemikáliím i počasí, nízkou hmotností i cenou a dobrými hygienickými vlastnostmi. Jako pryskyřice se užívají epoxidy, termosety (polyester, vinylester) nebo termoplasty.
Někdy se užívá i anglický název fiberglass nebo zkratka GRP (Glass Reinforced Plastic).

## Výroba
Sklolaminátové výrobky i polotovary se vyrábějí natíráním nebo stříkáním pryskyřice do formy (případně na kopyto). Skelná vlákna se mohou na vrstvu pryskyřice přikládat ručně, obvykle jako tkanina, anebo mohou být krátká vlákna přimíšena přímo do pryskyřice. Aby se sklolaminát na formu nepřichytil, natírá se forma nějakým separačním voskem, případně se nejprve obalí tenkou fólií. Vytvrzení probíhá buď samovolně, anebo při zvýšené teplotě. Aby se zabránilo tvorbě bublin, používá se někdy vakuové tváření.

## Recyklace
Recyklace sklolaminátu je komplikovaná a neekonomická.

## Typická použití
- Nádoby a sudy, odolné vůči chemikáliím a použitelné i k potravinářským účelům
- Trubky, zejména v potravinářství
- Trupy lodí, zejména kajaků a kanoí
- Části karosérií vozidel, trupů i křídel v letectví
- Listová pera
- Desky pro tištěné spoje, kde se sklolaminát prokládá vrstvami mědi
- Sportovní zařízení a náčiní
- Listy větrných elektráren
- Kryty parabolických antén a radarů
- Vlajkové stožáry

a mnoho jiných.
Pro velmi náročná použití (např. v letectví) se skleněná vlákna nahrazují karbonovými, která jsou lehčí i pevnější, ale také daleko dražší.
Vlastnosti:
Pevnost v tahu: 70-90 MPa
Pevnost v ohybu: 120-140 MPa